# Militärinterventionen i Jemen

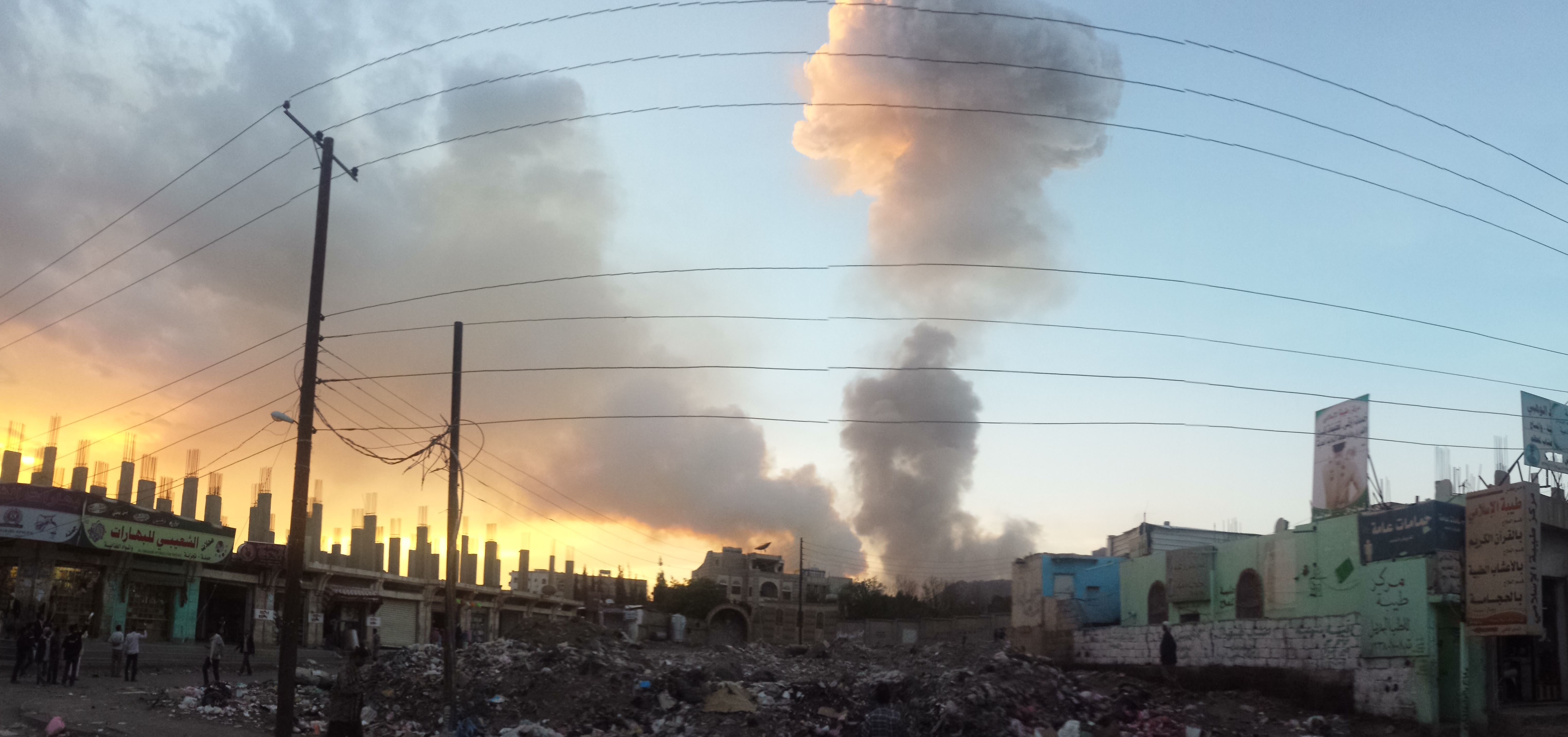
En flygattack i Sanaʽa den 11 maj 2015.

Militärinterventionen i Jemen är sedan 26 mars 2015 en militäroperation av en saudiledd koalition med flera nationer mot Jemens huthirebeller. Koalitionen stöder Jemens president i exil Abd Rabu Mansur Hadi.
En saudiledd koalition av arabstater som bland annat inkluderar Förenade Arabemiraten började i mars 2015 utföra flygbombningar mot huthiernas område för att återupprätta Hadis styre. Marktrupper landsattes i Aden senare samma år. De utomstående parternas inblandning i inbördeskriget har setts som ett led i det sunnitiska Saudiarabiens och det shiitiska Irans kamp om inflytande i Mellanöstern. Saudiarabien har anklagat Iran för att understödja huthierna. Iran har tillbakavisat detta trots att jemenrebellerna har använt irantillverkade vapen.

## Bakgrund
Under den arabiska våren 2011 protesterade tusentals demonstranter i bland annat Saana, Aden och Taiz mot korruptionen i landet. President Ali Abdullah Saleh tvingades överlämna makten till Abdrabbuh Mansur Hadi i samband med den jemenitiska revolutionen.  
Saleh lierade sig sedan med de shiamuslimska huthirebellerna med vilka han legat i väpnad konflikt sedan 2004. Dessa intog 2014 huvudstaden Sanaa och genomförde en militärkupp. President Hadi flydde till Saudiarabien som 2015 ingrep i kriget.

## Nuvarande grupperingar
Jemen är delat mellan huthierna som kontrollerar nordvästra delen av landet inkluderande huvudstaden Sanaa och regeringstrupper i söder. 

## Misstankar om krigsbrott
Enligt Human Rights Watch har koalitionen använt multipelvapen, trots att de skapat civila skador. Multipelbomber har varit förbjudna enligt ett internationellt avtal sedan 2010, som dock inte skrivits under av Saudiarabien och USA.
Enligt Amnesty International har militärkoalitionen brutit mot internationella lagar genom att bomba skolor i Jemen.
Enligt ReliefWeb har huthi-rebellerna begått allvarliga krigsbrott.

## Humanitär hjälp
Under de första sex månaderna av konflikten dödades nästan 5000 personer, medan 25 000 skadades. Den 10 februari 2016 uppgav Världshälsoorganisationen sig ha lyckats transportera 20 ton mediciner till Taiz.

## Konsekvenser
Hundratusentals människor har dött på grund av striderna eller dess indirekta konsekvenser såsom hunger, enligt FN. Bara den förödande flygkampanjen – utförd av den saudiskledda koalitionen – har dödat nästan 24 000 människor, ett antal som inkluderar stridande och nästan 9 000 civila, enligt konservativa uppskattningar från Armed Conflict Location and Event Data Project (ACLED), som övervakar krigszoner runt om i världen.